# Ребро (музика)
Ребро, спојница, греда или црта трајања (итал. tratto d'unione) у музичкој нотацији је дебља хоризонтална црта која замењује барјачиће и која се пише изнад или испод нотних вратова.
Користи се за повезивање (груписање) више узастопних осминских нота (осминки), или нота краћих вредности означених са два или више ребра, а повремено се могу обухватити и паузе.
| Напомена. | Спојница се не употребљава за груписање четвртинских или дужих нотних вредности. |

## Груписање различитих нотних вредности
Ради прегледности и бржег писања више нота спајамо, тј. групишемо тзв. цртом, ребром или гредом што илуструју следећи примери:

## Употреба ребара
Овакав начин груписања-спајања нота ребрима употребљава се најчешће у:
1. инструменталној музици (види следећи пример):
2. вокалној музици - ребра или спојнице се користе за повезивање нота које се певају на истом слогу (види доњи пример):

## Постављање
- У савременој нотацији, ребра су замене за барјачиће. Број ребара одговара броју барјачића. Један барјачић – једно ребро, два барјачића – два ребра, итд. Види следеће примере:

- Смер нотних вратова и положај ребара одређује висина нота:

1. Ако је просечна висина нота испод средње, треће линије линијског система - до ноте а1, нотни вратови и греда/е пишу се горе, што илуструје следећи пример:
2. Супротно, од ноте h1 па навише – нотни вратови и ребра пишу се надоле, што приказује следећи пример:
- Нотна ребра се могу простирати и преко пауза/е. Таквим начином бележења веће групације нота извођачу постају визуелно јасније за читање (види следећи пример):